# هاکنشتت
هاکنشتت (به آلمانی: Hakenstedt) یک منطقهٔ مسکونی در آلمان است که در رکسلبن (بورده) واقع شده‌است. هاکنشتت ۵۷۷ نفر جمعیت دارد.